# Sławomir Pietrzykowski
Sławomir Pietrzykowski, ps. „Tadeusz Rzymski” (ur. 5 sierpnia 1930 w Warszawie, zm. 17 maja 2025 tamże) – polski realizator dźwięku, reżyser słuchowisk radiowych i dubbingu, autor tekstów. Współpracował z Teatrem Polskiego Radia i ze studiem Master Film. Był członkiem ZAIKS, ZAKR i wieloletnim przewodniczącym Sekcji Radia, Telewizji i Filmu ZASP.

## Życiorys
W dzieciństwie był harcerzem Szarych Szeregów i brał udział w II wojnie światowej, jako żołnierz Armii Krajowej. W 1950 roku po ukończeniu studiów na Wydziale Dziennikarstwa Uniwersytetu Warszawskiego – rozpoczął pracę w Polskim Radiu, gdzie przygotowywał reportaże literackie, a także emitowane, co tydzień programy popularyzujące polską piosenkę na antenach polskich rozgłośni radiowych (m.in. Młodzieżowego Studia „Rytm” w Programie I PR, gdzie jako realizator pracował z kierownikiem muzycznym Andrzejem Korczyńskim). Współpracował tam z najwybitniejszymi indywidualnościami radiowymi, m.in. ze Zbigniewem Kopalką, z Wojciechem Maciejewskim, Edwardem Płaczkiem, Zofią Rakowiecką, Juliuszem Owidzkim, Jerzym Markuszewskim, Zdzisławem Dąbrowskim, Zdzisławem Nardellim, Wandą Laskowską, Helmutem Kajzarem, czy Andrzejem Zakrzewskim. Jako członek Teatru Polskiego Radia, był autorem adaptacji i opracowań muzycznych, kilkuset słuchowisk, wśród których są, m.in.: Mistrz Wit Janiny Hertz, Lęk, Cedrica G. Gilforda, Czysta staranna robota Fredericka Forsytha, Następca tronu Clarka Howarda, Mam wszystko Anny Onichimowskiej, Skazany na zdradę Bogumiły Prządki, Niepokonany Ernesta Hemingwaya, Tobą tylko żyłem Zygmunta Krasińskiego, Mistral Raymonda Chandlera, Stadium Jarosława Abramowa-Newerlego, Graj dudku, graj Leona Schillera, Ostatni tren Mariana Hemara, Odejść w tło Kazimiery Iłłakowiczówny, Wiatr wiosenny Marii Pawlikowskiej-Jasnorzewskiej, czy Porwanie w Titiurlistanie Wojciecha Żukrowskiego, Bajki kota na płocie Marcela Ayme, Ze słońcem w kieszeni Doroty Geller, Mała Syrenka, czy Rajski ogród, Hansa Christiana Andersena. Lista zrealizowanych przez niego audycji radiowych w ciągu ponad czterdziestu lat, zawiera kilkadziesiąt stron. Ta gałąź jego różnorodnej działalności przyniosła mu nagrody na krajowych i zagranicznych konkursach i festiwalach, takich jak Prix Japan czy Pro Musica. Był także inicjatorem nagrody Pro Media Artis, przyznawanej za osiągnięcia w twórczości radiowej przez ZASP, gdzie zasiadał przez wiele lat w Radzie Programowej i przewodniczył działaniom Sekcji Radia, Telewizji i Filmu. W latach 60. i 70. nagrywał i w swoich audycjach w ramach Młodzieżowego Studia „Rytm” i „Studio Rytmiki” w radiowej Trójce, emitował na antenie (poprzedzone wywiadami z muzykami, bądź własnym komentarzem) nagrania polskich zespołów big beatowych i rockowych, takich jak m.in.: Czerwone Gitary, Klan, Kołodzieje, System (w styczniu 1972 roku zespół zdobył jedną z pięciu równorzędnych, pierwszych nagród na II FMMW w Kaliszu, gdzie S. Pietrzykowski był jednym z jurorów z ramienia Polskiego Radia), czy Nurt (w styczniu 1972 roku zdobywca jednej z pięciu równorzędnych, pierwszych nagród na II FMMW w Kaliszu). 
Jako reżyser dubbingowy, odpowiadał za wprowadzenie na polski rynek, popularnych seriali animowanych, takich jak m.in.: Flinstonowie, Conan – łowca przygód, czy Wallace i Gromit. Od 1963 roku członek ZASP, kilkukrotnie na Delegata na WZD, zasiadający w Radzie Programowej Sekcji ZASP i przez wiele lat przewodniczący Sekcji Radia, Telewizji i Filmu. Za jego kadencji też – na wniosek wiceprzewodniczącego Sekcji, Andrzeja Brzoski, ustanowiono Nagrodę „Pro Media Artis”, której nazwy był pomysłodawcą, a którą nagradzano wybitnych twórców radiowych. W siedzibie ZASP-u zorganizował także Studio Nagrań im. Janusza Warmińskiego, w którym wraz z żoną Aliną Langman-Pietrzykowską przeprowadzał, a także nagrywał rozmowy z czołowymi postaciami świata kultury, przede wszystkim teatru. 

Zmarł 17 maja 2025 roku w Warszawie. Został pochowany 26 maja 2025 roku na Cmentarzu Bródnowskim (kwatera 13D-2-26).

## Wybrane nagrody i odznaczenia[1][4][5]
- Odznaka Grunwaldzka (1948)[15]
- Medal za Warszawę 1939–1945 (1949)[15]
- Krzyż Partyzancki (1951)
- Srebrny Medal za Zasługi dla Obronności Kraju (1974)[15]
- Brązowy Medal za Zasługi dla Obronności Kraju (1974)[15]
- Złoty Krzyż Zasługi (1979)[15]
- Medal Zwycięstwa i Wolności
- Odznaka pamiątkowa „Syn Pułku”
- Nagroda "Prix Japan" (1980)[15]
- Odznaka „Zasłużony Działacz Kultury” (1984)[15]
- Krzyż „Za Zasługi dla ZHP”
- Krzyż Armii Krajowej
- Order Odrodzenia Polski
- Srebrny Medal „Zasłużony Kulturze Gloria Artis” (30 marca 2010)[16]
- Medal 100-lecia ZASP

## Reżyseria[potrzebnyprzypis]

### Seriale
- 1960-1966: Flintstonowie (odc. 96-101, 103, 107-108 – trzecia wersja dubbingu; z 1998 roku)
- 1980: 13 demonów Scooby Doo (dubbing z 1998 roku)
- 1992-1993: Conan – łowca przygód (dubbing z 1998 roku)
- 1994: Conan i młodzi wojownicy (dubbing z 1997 roku)
- 1994-1996: Kleszcz (druga wersja dubbingu; z 1998 roku)

### Słuchowiska
- ?: Bracia bliźniacy
- ? Najpiękniejsza
- 1973: Czarodziejski młyn (asystent)
- 1980: Cukierenka pod liściem
- 1981: Plastusiowy pamiętnik
- 1982: Ryży Placek i trzynastu zbójców
- 1983: Szczęśliwa lokomotywa
- 1986: Spotkanie bajek
- 1987: O głupim Tomku, wilku i niedźwiedziu
- 1987: Wiosna radosna
- 1989: Dziadek do orzechów
- 1989: Hebanowa baśń
- 1990: O chłopcu z fujarką, królewnie i wiedźmie Bosi
- 199?: Bajka o dzielnym Isztwanku
- 199?: Dlaczego góra Fudżi dymi?

## Dźwięk

### Filmografia
- 1969: Tintin i świątynia słońca (dubbing z 1996 roku)
- 1972: Tintin i jezioro rekinów (dubbing z 1996 roku)
- 1989: Przyjemności życia (pierwszy dubbing z 1995 roku)
- 1993: Benjamin Blümchen: Księżniczka lodowej tafli (pierwszy dubbling z lat 90.)
- 1993: Wallace i Gromit: Wściekłe gacie (pierwsza wersja dubbingu; z 1995 roku)
- 1994: Benjamin Blümchen: Cyrkowe lwy (pierwszy dubbing z lat 90.)
- 1995: Benjamin Blümchen: Tajemnice piramid (pierwszy dubbing z lat 90.)
- 1995: Wallace i Gromit: Golenie owiec (pierwszy dubbing z 1995 roku)

### Seriale
- 1988-2001: Madeline (serie I-II – dubbing z lat 90.)
- 1989-1991: Babar (odc. 12, 14, 18-22, 25-26, 41, 43, 64 – dubbing z lat 1994-1995)
- 1993-1995: Przygody Bystrego Billa (dubbing z 1996 roku)
- 1993-1995: Szmergiel (dubbing z lat 1996-1998)
- 1994-1995: Insektory (dubbing z 1996 roku)
- 1995: Simba – król zwierząt (dubbing z 1996 roku)

## Realizacja akustyczna nagrania

### Słuchowiska
- 1967: Pamiętnik starego subiekta
- 1969: Jądro ciemności
- 1969: Koncert
- 1969: Mały Tarzan
- 1971: Początek drogi – Lenino
- 1974: Spowiedź
- 1975: Edukacja małżonka
- 1976-1993: Mały Tarzan (odc. 10)
- 1977: Irydion
- 1978: Iwona, księżniczka Burgunda
- 1979: Polowanie na muchy